# لاري ستيفنز (لاعب كرة قدم أمريكية)
لاري ستيفنز (بالإنجليزية: Larry Stevens)‏ هو لاعب كرة قدم أمريكية أمريكي، ولد في 22 يناير 1982 في تاكوما في الولايات المتحدة.

## وصلات خارجية
- لاري ستيفنز (لاعب كرة قدم أمريكية) على موقع مرجع كرة القدم المحترفة.كوم (الإنجليزية)